# Freddie Fox (Schauspieler)

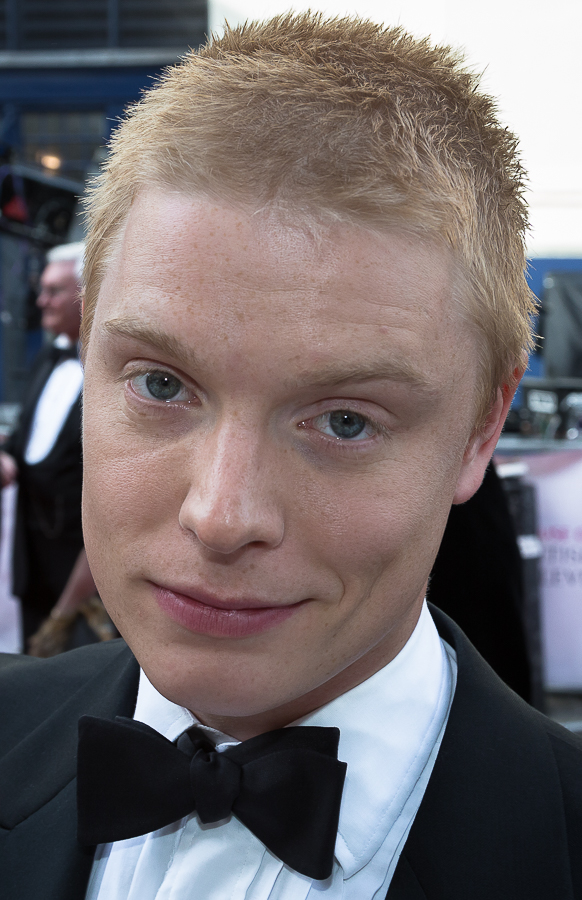
Freddie Fox (2015)

Frederick Samson Robert Morice „Freddie“ Fox (* 5. April 1989 in Hammersmith, London) ist ein britischer Film- und Theaterschauspieler.

## Leben
Freddie Fox ist der Sohn des Schauspielerehepaares Edward Fox und Joanna David; seine 15 Jahre ältere Schwester ist die Schauspielerin Emilia Fox. Weitere bekannte Familienmitglieder sind sein Onkel James Fox und sein Cousin Laurence Fox, beide ebenfalls Schauspieler von Beruf.
Schon früh trat er in die Fußstapfen seiner Familienmitglieder und studierte Schauspiel an der Guildhall School of Music and Drama. Sein erstes Engagement bekam Fox 2009 in der Verfilmung von Agatha Christies Ein Schritt ins Leere. In Worried About the Boy, einem Fernsehfilm aus dem Jahr 2010, stand Fox in der Rolle des Musikers Marilyn vor der Kamera. 2011 stand er in der Literaturverfilmung Die drei Musketiere als der französische König Ludwig XIII. vor der Kamera.
Freddie Fox war zwei Jahre mit der Schauspielerin Tamzin Merchant liiert, die er bei den Dreharbeiten zu The Mystery of Edwin Drood kennenlernte.

## Filmografie (Auswahl)
- 2009: Agatha Christie’s Marple – Ein Schritt ins Leere (Why Didn’t They Ask Evans?, Fernsehfilm)
- 2009: Die Girls von St. Trinian 2 – Auf Schatzsuche (St Trinian’s 2: The Legend of Fritton’s Gold)
- 2010: Worried About the Boy (Fernsehfilm)
- 2010: Eines Menschen Herz (Any Human Heart, Miniserie, 2 Episoden)
- 2010: Rosamunde Pilcher – Vier Frauen (Fernsehfilm)
- 2011: The Shadow Line (Miniserie, 4 Episoden)
- 2011: Die drei Musketiere (The Three Musketeers)
- 2012: Das Geheimnis des Edwin Drood (The Mystery of Edwin Drood, Fernsehfilm)
- 2012: Lewis – Der Oxford Krimi – Gefangen im Netz (Generation of Vipers, Fernsehfilm)
- 2012: Parade’s End – Der letzte Gentleman (Parade’s End, Miniserie, 3 Episoden)
- 2013: Words of Everest
- 2014: Pride
- 2014: The Riot Club
- 2014: Freeze-Frame (Kurzfilm)
- 2015: Banana (Miniserie, 4 Episoden)
- 2015: Cucumber (Miniserie, 7 Episoden)
- 2015: Victor Frankenstein – Genie und Wahnsinn (Victor Frankenstein)
- 2017: King Arthur: Legend of the Sword
- 2018: Black 47 (Black ’47)
- 2018: Unten am Fluss (Watership Down, Miniserie, 4 Episoden)
- 2019: Year of the Rabbit (Miniserie, 6 Episoden)
- 2019: Die Erlösung der Fanny Lye (Fanny Lye Deliver’d)
- 2020: White House Farm Murders (White House Farm, Miniserie, 6 Episoden)
- 2020: McDonald & Dodds – Die Leiche hing am Wasserrohr (The Wilderness of Mirrors, Fernsehfilm)
- 2020: The Crown (Fernsehserie, 2 Episoden)
- 2020–2023: The Great (Fernsehserie, 20 Episoden)
- 2021: The Pursuit of Love (Miniserie, 3 Episoden)
- 2022: Mrs. Harris und ein Kleid von Dior (Mrs. Harris Goes to Paris)
- 2022–2023: Slow Horses – Ein Fall für Jackson Lamb (Slow Horses, Fernsehserie, 11 Episoden)
- 2024: The Gentlemen (Miniserie, Episode 1x04)
- 2024: The Ministry of Ungentlemanly Warfare
- seit 2024: House of the Dragon (Fernsehserie)
- 2025: Doctor Who (Fernsehserie, Episode 2x06)
- 2025: Sandman (The Sandman, Fernsehserie, 2 Episoden)

## Theater
| Jahr | Titel                     | Rolle                   | Regisseur          | Autor               | Bühne                    |
| ---- | ------------------------- | ----------------------- | ------------------ | ------------------- | ------------------------ |
| 2011 | Der Floh im Ohr           | Camille                 | Sir Richard Eyre   | Georges Feydeau     | Old Vic Theatre          |
| 2011 | Mord aus Leidenschaft     | Tony Davenport          | Thea Sharrock      | Terence Rattigan    | Old Vic Theatre          |
| 2012 | Hay Fever                 | Simon Bliss             | Howard Davies      | Noël Coward         | Noël Coward Theatre      |
| 2012 | Der Judaskuss             | Lord Alfred Douglas     | Neil Armfield      | David Hare          | Hampstead Theatre, Tour  |
| 2015 | Romeo and Juliet          | Romeo                   | Jonathan Humphreys | William Shakespeare | Crucible Theatre         |
| 2016 | Romeo and Juliet          | Romeo (Zweitbesetzung)  | Kenneth Branagh    | William Shakespeare | Garrick Theatre          |
| 2016 | A Midsummer Night's Dream | Nick Bottom / Demetrius | Simon Evans        | William Shakespeare | Southwark Playhouse      |
| 2016 | Travesties                | Tristan Tzara           | Patrick Marber     | Tom Stoppard        | Menier Chocolate Factory |